# كارلي فيليبس
كارلي فيليبس (بالإنجليزية: Carly Phillips)‏ (7 يوليو 1965، نيويورك في الولايات المتحدة)؛ روائية أمريكية.